# Овца или вълк
„Овца или вълк“ (на руски: Волки и овцы: бе-е-е-зумное превращение) е руски компютърно-анимационен филм от 2016 година на режисьорите Алексей Галат и Максим Волков, по сценарий на Нил Ландау и Максим Свешников. Озвучаващия състав се състои от Александър Петров, Елизавета Боярская, Сергей Безруков, Юрий Галцев, Катя IOWA и Андрей Рожков. Филмът е продуциран от Wizart Animation, Кинокомпания СТВ и Наше Кино. Премиерата на филма е на 28 април 2016 г. в Русия. Филмът разказва историята на сив вълк, който случайно се превръща в овца.
В България филмът излиза по киносалоните на 7 октомври 2016 г. от PRO Films.
Излъчва се многократно по bTV Comedy, Vivacom Arena и SuperToons.

## Озвучаващи артисти
| Роля          | Изпълнител |
| ------------- | --- |
| Грей          | Рафи Бохосян |
| Магра         | Марин Янев |
| Бианка        | Михаела Филева                                                                                                   |
| Лира          | Йоанна Драгнева                                                                                                  |
| Зико          | Петър Бонев |
| Моз           | Камен Асенов |
| Клиф          | Христо Бонин |
| Безухия Барон | Ненчо Балабанов                                                                                                  |
| Топчо         | Росен Русев |
| Клощавия      | Борис Кашев |
| Айк           | Росен Пенчев |
| Лея           | Ася Братанова |
| Мами          | Йоана Иванова |
| Други гласове | Георги Стоянов Елена Бойчева Константин Лунгов Кристиян Фоков Мартин Димитров Веселин Симеонов Богомил Балабанов |

- Това е първия озвучен филм на певицата Михаела Филева.
- Това е третия озвучен филм на Рафи Бохосян след „Хотел Трансилвания“ и „Падингтън“.

| Обработка           | Про Филмс        |
| ------------------- | ---------------- |
| Режисьор на дублажа | Николина Петрова |